# Андреєв Василь Андрійович
Васи́ль Андрі́йович Андре́єв (13 лютого 1906, село Чумашки Томської губернії, тепер Купинського район Новосибірської області — 7 березня 1974, Кишинів, Молдавська РСР) — радянський військовик, один із керівників партизанських диверсійних загонів на сході Румунії в період Другої світової війни, редактор газети «Ленинградская правда». Генерал-майор, кандидат історичних наук. Член Центральної ревізійної комісії КПРС в 1952—1956 роках.

## Життєпис
Трудову діяльність розпочав у 1918 році наймитом. Потім служив у органах державної безпеки (ДПУ СРСР).
Закінчив Інститут червоної професури.
З 1928 року — в Червоній армії.
Член ВКП(б) з 1929 року.
Потім працював у Кузбасі: керівник пропагандиської групи крайового комітету ВКП(б) на заводі імені Сталіна в Новокузнецьку і на шахтах Прокоп'євська, завідувач відділу культури і пропаганди в Маріїнську.
З 1939 року служив у Червоній армії, учасник радянсько-фінської війни.
З 1941 року — комісар 55-ї стрілецької дивізії РСЧА, начальник штабу партизанських з'єднань Вигоницького району, командир партизанського загону імені Баумана в Орловській області, начальник політичного відділу Орловсько-Брянського об'єднання партизанів, заступник комісара Орловського-Брянського об'єднання партизанів. Учасник німецько-радянської війни.
З травня 1943 по серпень 1944 року — командир 1-го з'єднання партизан Молдавії.
У серпні 1944 — 1945 року — заступник начальника Українського Штабу партизанського руху.
У 1945 році — начальник Українського Штабу партизанського руху, начальник штабу партизанського руху при Військовій раді 4-го Українського фронту.
У 1945—1947 роках — старший викладач Військової Академії імені Фрунзе.
У 1947—1948 роках — на пенсії.
У 1948—1950 роках — редактор відділу журналу «Знамя», член редакційної колегії журналу «Вопросы философии».
19 травня 1950 — 7 лютого 1952 року — директор Державної публічної бібліотеки імені М. Є. Салтикова-Щедріна.
У 1951—1953 роках — редактор обласної партійної газети «Ленинградская правда».
З 1953 року — на пенсії та на творчій письменницькій роботі в Кишиневі.
Помер у Кишиневі 5 серпня 1974 року.

## Звання
- генерал-майор (6.08.1944)

## Нагороди
- орден Леніна
- два ордени Червоного Прапора
- орден Богдана Хмельницького
- орден Червоної Зірки
- медаль «За бойові заслуги»
- медалі